# Anisopleura qingyuanensis
Anisopleura qingyuanensis is een libellensoort uit de familie van de Euphaeidae (Oriëntjuffers), onderorde juffers (Zygoptera).
De wetenschappelijke naam van de soort is voor het eerst geldig gepubliceerd in 1982 door Zhou.